# Hiperpituitarismo
Hiperpituitarismo é uma doença endócrina caracterizada pela produção excessiva de hormônios por alguma parte da hipófise, geralmente consequência de um adenoma. Adenoma se refere a um grande aumento no número de células epiteliais glandulares sem perder sua função, ou seja, trata-se de um tumor benigno glandular. Sua consequência mais comum está associada a produção excessiva de prolactina ou de hormônio do crescimento (GH), sendo menos comum afetar outros hormônios.
A hipófise produz diversos hormônios importantes, então o aumento anormal de um grupo de células glandulares pode prejudicar a produção de outro hormônio por outro grupo de células. Adenomas na hipófise são 30% dos casos de adenomas em adultos e entre 3 a 6% em crianças.

## Tipos
As consequências vão depender do hormônio afetado:
- Excesso de somatotrofina (GH): Gigantismo e acromegalia
- Excesso de adrenocorticotrófico (ACTH): Doença de Cushing
- Excesso de gonadotrofinas (LH e FSH): Puberdade precoce e amenorreia em mulheres, hipogonadismo e ginecomastia em homens, alterações no desenvolvimento sexual em ambos.
- Excesso de prolactina: hiperprolactinemia
- Excesso de tirotrofina (muito raro): hipertireoidismo

É importante ressaltar que todas essas doenças podem, e frequentemente tem, outras causas além de hiperpituitarismo. No caso de produção excessiva de oxitocina e vasopressina o problema é no hipotálamo, logo não pode ser classificado como hiperpituitarismo.

## Diagnóstico
Além de exames endócrinos para verificar o aumento em algum nível hormonal, um raio X pode mostrar alterações significativas da sela túrcica, local onde a hipófise se encontra, e costuma estar associado a sintomas do excesso hormonal além de dor de cabeça, aumento da pressão intracraniana, perda parcial da visão lateral esquerda e direita (hemianopsia bitemporal), dificuldade no controle dos movimentos oculares ou outro problema de visão causado pela compressão dos nervos ópticos.

## Tratamento
O tratamento pode consistir de microcirurgia para remover o excesso de células da hipófise ou irradiação localizada. O tratamento complementar pode incluir bromocriptina, que inibe a síntese de hormônio do crescimento (GH), e acetato de octreotida, um análogo de longa duração da somatostatina que inibe a secreção de GH em, pelo menos, dois terços dos pacientes com acromegalia e diminui o tamanho da hipófise.